# Enio Mainardi
Enio Mainardi (Pindorama, 24 de maio de 1935 - São Paulo, 8 de agosto de 2020) foi um publicitário, jornalista e escritor brasileiro de extração italiana, pai do também escritor e jornalista Diogo Mainardi e do cineasta Vinícius Mainardi, bem como de Zeno Mainardi.
Na década de 1970, Mainardi criou a agência de publicidade Proeme, responsável pelas campanhas publicitárias de marcas fortes, tais como Tostines, Jurema, Bonzo, Cica, Óleo Liza e Smirnoff.
Em 1989 fundou e presidiu a Mainardi Propaganda, vendida a Roberto Justus dez anos depois. Dentro do Grupo NewcommBates, Mainardi integrou a equipe de planejamento estratégico de comunicação e marketing.
Enio Mainardi lutava contra um câncer e morreu em decorrência de complicações da doença e com COVID-19.

## Polêmicas
Abertamente racista, em 1988 o publicitário deu uma entrevista (a uma reporter negra) na qual dizia que pessoalmente não utilizaria pessoas negras em seus comerciais, pois estes "desvalorizariam o produto anunciado". Em 1999, a Mainardi Propaganda, quando ainda sob seu comando, veiculou um outdoor em São Paulo sobre a violência urbana retratando um rapaz negro como criminoso, com os dizeres "Vamos desarmar os bandidos, não os cidadãos de bem".

## Publicações
- 2007 - Nenhuma Poesia É Inocente
- 2013 - O Moedor[11]